# Ten Feet High
Albums de Andrea Corr
Lifelines
Ten Feet High est le premier album solo d'Andrea Corr sorti en 2007.
Les ventes ont été extrêmement faibles malgré la publicité.[réf. souhaitée]

## Liste des titres
1. Hello Boys
2. Anybody There
3. Shame On You
4. I Do
5. Ten Feet High
6. Champagne From A Straw
7. 24 Hours
8. This Is What It's All About
9. Take Me Im Yours
10. Stupidest Girl In The World
11. Ideal World
12. Shame On You (Radio Edit)
13. Amazing (Edition japonaise)